# Kruh německých skautských svazů
Kruh německých skautských svazů (RdP; Ring deutscher Pfadfinderverbände) je německá národní skautská organizace v rámci Světové organizace skautského hnutí (WOSM). V roce 2011 čítala 115 944 členů.

## Historie
RdP byla založen jako Ring deutscher Pfadfinderbünde v roce 1949 třemi skautskými asociacemi:
- Svaz německých skautů (Bund Deutscher Pfadfinder BDP, mezináboženská)
- Němečtí křesťanští skauti (Christliche Pfadfinderschaft Deutschlands, CPD. protestantská)
- Němečtí skauti svatého Jiří (Deutsche Pfadfinderschaft Sankt Georg, DPSG, římskokatolická).

Členem WOSM se asociace stala v roce 1950.
V roce 1973, po rozpadu BDP a sloučení CPD s jeho dívčím protějškem, byla asociace přejmenována na "Kruh německých skautských svazů", současnými členy jsou:
- Svaz skautek a skautů (Bund der Pfadfinderinnen und Pfadfinder, BDP, mezináboženská, koedukovaná)
- Německá asociace skautů svatého Jiří (Deutsche Pfadfinderschaft Sankt Georg, DPSG, římskokatolická, koedukovaná)
- Svaz křesťanských skautek a skautů (Verband Christlicher Pfadfinderinnen und Pfadfinder, VCP, protestantská, koedukovaná).

Dvě z nich, BDP a VCP, jsou rovněž členy WAGGGS prostřednictvím Ring Deutscher Pfadfinderinnenverbände. Oba svazy spolu v hlavních oblastech skautingu silně spolupracují.